# Singularity (álbum de Jon Hopkins)
Singularity (en español: Singularidad) es el quinto álbum de estudio del compositor-productor inglés Jon Hopkins. Fue publicado el 4 de mayo de 2018 a través del sello discográfico independiente Domino. Hopkins destaca que a comparación de su álbum previo, el uso recreativo de hongos psilocibios y su posterior experiencia psicodélica en su estadía en Ámsterdam fue clave en el «sonido cósmico» grabado.
El álbum obtuvo la aclamación por parte de la crítica, con Treble citando que el material mantiene «la buena racha» que empezó en Diamond Mine. En los Premios Grammy 2019, fue nominado en la categoría de mejor álbum dance o electrónico.

## Antecedentes
Luego de la publicación de su cuarto álbum de estudio Immunity, Hopkins estuvo desarrollando otros proyectos en medio de giras promocionales, incluyendo su EP Asleep Versions en 2014 y un álbum de remezclas para el sello Late Night Tales a comienzos de 2015. Citando un burnout por las incesantes presentaciones y otros compromisos contractuales, se estableció en Joshua Tree a realizar meditaciones. En agosto de 2016, Hopkins expresaba en una entrevista con PopMatters no tener una idea definitiva para el nuevo álbum, pero sí considerando el poder desarrollar más los aspectos sónicos.

## Concepto
El álbum comienza y termina con la misma nota musical, una idea deliberada que fue considerado originalmente luego de la publicación de Contact Note en 2004, aunque debido a las limitaciones de esos años, tuvo que ser relegado. Sobre los títulos de las canciones, estas fueron  coescritas con el poeta Rick Holland, surgiendo desde conversaciones casuales o juegos de palabras entre ambos. En la primera canción, la homónima «Singularity», contiene una grabación de un trueno que fue ajustado a cuatro octavas por debajo, para poder fungir como subbajo. Otras canciones como «Everything Connected», fue desarrollada en 2010 bajo el título provisional «Halo». Fue descrita como el “puente entre las dos mitades del álbum”, con elementos de música dance más similar a su álbum previo, incluyendo una sección con un riff de su Korg MS20.
“Immunity sonaba bastante urbano y distópico, hipnótico y orientado al club para mí. El nuevo disco, en cambio, es más cósmico, psicodélico y también más esperanzador para mí”.
–Jon Hopkins (2018).

## Recepción

### Crítica
Similar a Immunity, el álbum obtuvo reseñas generalmente positivas, recibiendo un puntaje acumulado de 84 sobre 100 en el sitio recopilatorio Metacritic. En la reseña de Brian Howe para Pitchfork, destaca la capacidad de Hopkins para canalizar la intensidad que tenía en mente dentro de la música, comentando: “las canciones contienen un 75% de desarrollo y un 25% de liberación, lo que resulta cautivante, ligeramente agotador y, si estás preparado para ello, trascendente”.

### Reconocimientos
| Publicación   | Lista                                  | Posición | Ref.   |
| ------------- | -------------------------------------- | -------- | ------ |
| Billboard     | 50 Best Albums of 2018: Critics’ Picks | 36       | [ 18 ] |
| The A.V. Club | The 50 best albums of the 2010s        | 26       | [ 19 ] |
| Gigwise       | 51 Best Albums of 2018                 | 37       | [ 20 ] |
| The Guardian  | The 50 Best Albums of 2018             | 49       | [ 21 ] |
| Mondosonoro   | Mejores discos internacionales de 2018 | 4        | [ 22 ] |
| NME           | Best Albums of the year 2018           | 27       | [ 23 ] |
| PopMatters    | The 70 Best Albums of 2018             | 47       | [ 24 ] |
| Pitchfork     | The Best 50 Albums of 2018             | 16       | [ 25 ] |
| OOR           | Top 10 OOR’s Eindlijst 2018            | 10       | [ 26 ] |

## Promoción
El 23 de febrero de 2018, fue publicado un tráiler de cuatro minutos adelantando nueva música, con sonidos ambient como protagonista. Con la publicación de «Emerald Rush» como primer sencillo, Hopkins presentaba el nombre del álbum y lista de canciones presentes, citando en un comunicado que el material era cíclico al “comenzar y terminar en la misma nota”.

## Lista de canciones
Todas las canciones escritas y compuestas por Jon Hopkins. 
| N.º   | Título                 | Duración |  |
| 1.    | «Singularity»          | 6:29     |  |
| 2.    | «Emerald Rush»         | 5:36     |  |
| 3.    | «Neon Pattern Drum»    | 6:07     |  |
| 4.    | «Everything Connected» | 10:30    |  |
| 5.    | «Feel First Life»      | 5:33     |  |
| 6.    | «C O S M»              | 7:08     |  |
| 7.    | «Echo Dissolve»        | 3:21     |  |
| 8.    | «Luminous Beings»      | 11:51    |  |
| 9.    | «Recovery»             | 5:35     |  |
| 62:10 |                        |          |  |

## Créditos y personal
Adaptados desde AllMusic.
- Jon Hopkins – Artista principal, composición, ingeniería, mezcla.
- Rik Simpson – mezcla, programación.
- Leo Abrahams – guitarra (1), coro de orquesta (5).
- Emma Smith – arreglo de cuerdas (1-2, 4-5, 8).
- Sasha Lewis – programación (1-4).
- London Voices – coro (5).
- Jon Thorne – contrabajo (4).
- Lisa Elle – voces (2).
- Josephine Stephenson – voces (5).
- Olivia Chaney – voces (5).
- Oliver Griffiths – voces (5).
- Ben Perry – master de coros (5).
- Terry Edwards – master de coros (5).
- Austin Tufts – batería (8).

## Posicionamiento en listas
| Listas (2018)                                | Mejor posición |
| -------------------------------------------- | -------------- |
| Alemania (Offizielle Top 100)                | 31             |
| Australia (ARIA Charts)                      | 44             |
| Austria (Ö3 Austria)                         | 39             |
| Bélgica (Ultratop Flanders)                  | 11             |
| Bélgica (Ultratop Wallonia)                  | 48             |
| Escocia (Scottish Albums)                    | 6              |
| Estados Unidos (Top Dance/Electronic Albums) | 11             |
| Francia (SNEP)                               | 109            |
| Irlanda (IRMA)                               | 21             |
| Italia (FIMI)                                | 63             |
| Nueva Zelanda (RMNZ Heatseekers)             | 6              |
| Países Bajos (Album Top 100)                 | 49             |
| Reino Unido (UK Albums)                      | 9              |
| Reino Unido (Dance Albums)                   | 1              |
| Reino Unido (Independent Albums)             | 1              |
| Suiza (Schweizer Hitparade)                  | 21             |